# Brodingberg
Brodingberg là một đô thị thuộc huyện Graz-Umgebung bang Steiermark, nước Áo. Đô thị Brodingberg có diện tích 12,84 km², dân số thời điểm cuối năm 2005 là 1210 người.